# اودو دوق اقطانيا
أودو دوق أقطانيا، توفي سنة 735م، حكم كل من دوقية أقطانيا شمال نهر غارون، ودوقية غاسكونية في جنوب غرب غاله من سنة 700م، فكان نفوذ حكمه يمتد من جبال الأبواب إلى نهر اللوار. واتخذ لقب ملك أقطانيا سنج 719م.
اصطدم مع الأمويين في معركة تولوز، وذلك يوم عرفة، والتي قتل فيها قائد المسلمين ووالي الأندلس السمح بن مالك الخولاني، إلا أنه فشل في استعادة تولوز، بسبب المقاومه العنيفة للمسلمين، وبهذا بقت المدينة في أيدي المسلمين فترة بعدها. كان انتصاره في تولوز ضعيف، ولهذا لجأ إلى أسلوب آخر غير القتال، وهو محاولة إثارة الفتن في الأندلس، فسار إليه والي الأندلس الجديد عبد الرحمن الغافقي من بنبلونة، حيث كانت له في أودو والفرنجة وقائع كتيره إلى أن استشهد عبد الرحمن وعدد كبير من جيشه في موضع يعرف ببلاط الشهداء، وبه عرفت تلك المعركة.